# 텔라데가 나이트 : 리키 바비의 발라드
《텔라데가 나이트: 리키 바비의 발라드》(영어: Talladega Nights: The Ballad of Ricky Bobby)는 2006년 개봉한 미국의 스포츠 코미디 영화이다. 애덤 매케이가 연출하고 윌 페럴과 공동 각본을 썼다.

## 출연
- 윌 페럴
- 존 C. 라일리
- 사샤 배런 코언
- 마이클 클라크 덩컨
- 레슬리 비브
- 게리 콜
- 제인 린치
- 앤디 릭터
- 에이미 애덤스
- 애덤 매케이
- 데이비드 케크너
- 팻 힝글
- 그레그 거먼
- 몰리 섀넌
- 롭 리글
- 엘비스 코스텔로
- 프랭크 웰커
- 잭 맥브레이어
- 이언 로버츠

본인 역
- 토니 스튜어트, 제프 고든, 지미 존슨

## 기타 제작진
- 협력 제작: 앤드루 제이 코언, 조시 처치
- 배역: 앨리슨 존스
- 미술: 클레이턴 하틀리
- 의상: 수전 매서슨